# Impatiens thomsonii
Impatiens thomsonii är en balsaminväxtart. Impatiens thomsonii ingår i släktet balsaminer, och familjen balsaminväxter. Utöver nominatformen finns också underarten I. t. aitchisonii.